# Savasse
Pour les articles homonymes, voir Savasse (homonymie).
Savasse est une commune française située dans le département de la Drôme en région Auvergne-Rhône-Alpes.

## Géographie

### Situation et description
La commune est limitrophe (au sud) de Montélimar.

### Géologie et relief
Sites particuliers :
- Champ d'Astier (297 m) ;
- Givaude ;
- la Montagne ;
- Serre Blanc ;
- Serre Rond (286 m).

### Hydrographie
La commune est bordée par le Rhône.
La commune est arrosée par les cours d'eau suivants :
- le Bousserol[1] ;
- le Leyne[2],[1] ;
- le Roubion[1] ;
- Ravin de l'Armagnac[1] ;
- Ravin des Châtaigniers[1] ;
- Ravin des Fromages[1] ;
- Ruisseau de Merdary[1].

### Climat
Pour des articles plus généraux, voir Climat d'Auvergne-Rhône-Alpes et Climat de la Drôme.
En 2010, le climat de la commune est de type climat méditerranéen franc, selon une étude du Centre national de la recherche scientifique s'appuyant sur une série de données couvrant la période 1971-2000. En 2020, Météo-France publie une typologie des climats de la France métropolitaine dans laquelle la commune est exposée à un climat méditerranéen et est dans la région climatique Provence, Languedoc-Roussillon, caractérisée par une pluviométrie faible en été, un très bon ensoleillement (2 600 h/an), un été chaud (21,5 °C), un air très sec en été, sec en toutes saisons, des vents forts (fréquence de 40 à 50 % de vents > 5 m/s) et peu de brouillards.
Pour la période 1971-2000, la température annuelle moyenne est de 13,1 °C, avec une amplitude thermique annuelle de 17,8 °C. Le cumul annuel moyen de précipitations est de 896 mm, avec 6,7 jours de précipitations en janvier et 4,1 jours en juillet. Pour la période 1991-2020, la température moyenne annuelle observée sur la station météorologique de Météo-France la plus proche, « Montélimar », sur la commune de Montélimar à 5 km à vol d'oiseau, est de 14,2 °C et le cumul annuel moyen de précipitations est de 919,5 mm,. Pour l'avenir, les paramètres climatiques de la commune estimés pour 2050 selon différents scénarios d'émission de gaz à effet de serre sont consultables sur un site dédié publié par Météo-France en novembre 2022.

### Voies de communication
Le territoire communal est traversé par la route nationale 7 (RN 7) ainsi que par l'autoroute A7.

## Urbanisme

### Typologie
Au 1er janvier 2024, Savasse est catégorisée commune rurale à habitat dispersé, selon la nouvelle grille communale de densité à 7 niveaux définie par l'Insee en 2022.
Elle est située hors unité urbaine. Par ailleurs la commune fait partie de l'aire d'attraction de Montélimar, dont elle est une commune de la couronne,. Cette aire, qui regroupe 45 communes, est catégorisée dans les aires de 50 000 à moins de 200 000 habitants,.

### Occupation des sols
L'occupation des sols de la commune, telle qu'elle ressort de la base de données européenne d’occupation biophysique des sols Corine Land Cover (CLC), est marquée par l'importance des territoires agricoles (61,7 % en 2018), en diminution par rapport à 1990 (63 %). La répartition détaillée en 2018 est la suivante : zones agricoles hétérogènes (37,7 %), forêts (30,5 %), terres arables (17 %), cultures permanentes (5,2 %), eaux continentales (3,5 %), zones urbanisées (2,8 %), prairies (1,8 %), zones industrielles ou commerciales et réseaux de communication (1,6 %). L'évolution de l’occupation des sols de la commune et de ses infrastructures peut être observée sur les différentes représentations cartographiques du territoire : la carte de Cassini (XVIIIe siècle), la carte d'état-major (1820-1866) et les cartes ou photos aériennes de l'IGN pour la période actuelle (1950 à aujourd'hui).

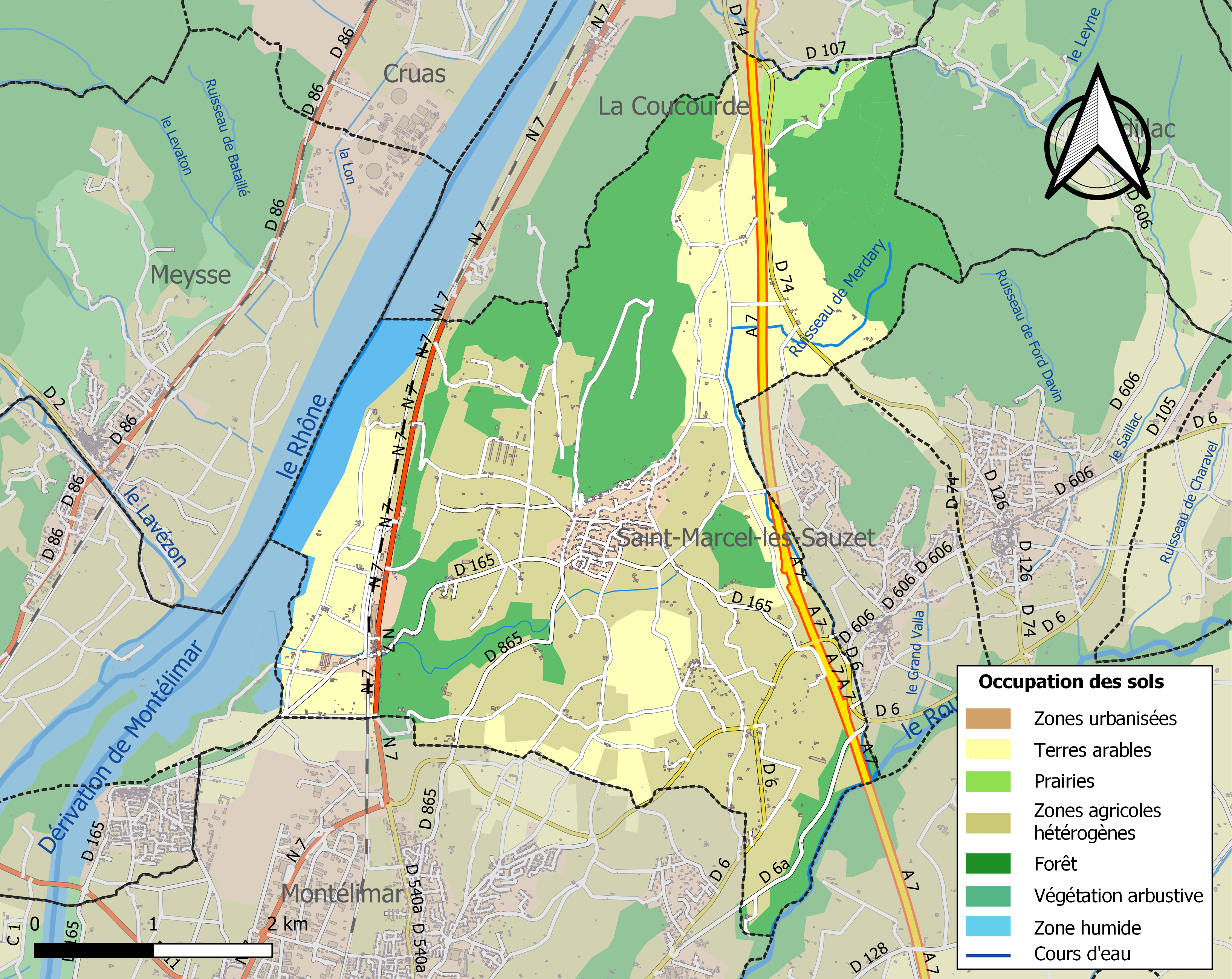
Carte des infrastructures et de l'occupation des sols de la commune en 2018 (CLC).

### Morphologie urbaine

#### Quartiers, hameaux et lieux-dits
Site Géoportail (carte IGN) :
- Alibert
- Armand
- Arnoux
- Beauvallon
- Béroulle
- Bertrand
- Blache
- Blanchard
- Brachet
- Cézère
- Chabas
- Champouillon
- Chanu
- Charbonnière
- Château Blayn
- Château de Serre de Parc
- Château les Roches
- Château Sauvan
- Chaudier
- Chichicu
- Clary
- Combe
- Combier
- Coste
- Culty
- David
- Denis
- Dorsivac
- Dray
- Dumas
- Durand
- Entremont
- Eynard
- Faurias
- Ferme de Parizot
- Fontenay
- Galland
- Gauthier
- Gourgeon
- Grise
- Guerre
- Guillon
- Jacquemet
- Labeille
- la Fabrique
- la Gallée
- la Tuilerie
- le Mas des Aubert
- les Chaberts
- les Charges
- les Combes
- les Fées
- les Gilles
- les Vignauds
- le Vieux Village
- l'Homme d'Arme
- Lombard
- Maternet
- Maupas
- Monbet
- Moutet
- Notre-Dame de Mont Grum
- Pazin
- Petit
- Petit J.
- Peyrard
- Reboul
- Ribagnac
- Rome
- Russier
- Salivet
- Tête Noire
- Théolat
- Vigne
- Villeneuve
- Vireille

### Voies de communication et transports
La commune est située dans la vallée du Rhône, ce qui lui permet un accès facile à de nombreuses infrastructures. Un tronçon de la N7 et de l'A7 traverse la commune

#### Réseau routier
Le village est traversé par les routes départementales 165 et 865.
Les routes départementales 6, 74 et 107 permette l'accès à la commune.

#### Transport en commun
La commune est desservie par bus sur le réseau Montélibus par les lignes 22 et 32 en partance  de Montélimar

## Toponymie

### Attestations
Dictionnaire topographique du département de la Drôme :
- 1200 : Savasia (inventaire de la chambre des comptes).
- 1291 : castrum de Savacia (Valbonnais, II, 59).
- 1291 : Savassia (cartulaire de Montélimar, 32).
- 1353 : castrum Savassie (cartulaire de Montélimar, 59).
- 1360 : mention de la cour de justice des comtes de Valentinois : curiam superiorem loci Savassiae (cartulaire de Montélimar, I, 256).
- XVe siècle : mention de la paroisse : cura Savassie (pouillé de Valence).
- 1509 : mention de l'église paroissiales Notre(Dame : ecclesia parrochialis Beate Marie Savacie (visites épiscopales).
- 1685 : Savace (général des Rabot).
- 1891 : Savasse, commune du canton de Marsanne.

## Histoire
Pour un article plus général, voir Histoire de la Drôme.

### Du Moyen Âge à la Révolution
La seigneurie :
- Au point de vue féodal, Savasse était une terre (ou seigneurie) du fief des comtes de Valentinois.
- Les Adhémar en possèdent une partie.
- Les comtes de Valentinois acquièrent la part des Adhémar et réunissent la terre.
- 1419 : les biens des comtes passent (par héritage) aux rois de France.
- Vers 1550 : la terre est engagée aux Marcel et aux Monts.
- 1642 : elle est comprise dans le duché de Valentinois.

Tout au long du Moyen Âge, un péage est établi à Savasse sur le chemin de halage des navires remontant le Rhône ; halage exclusivement humain jusqu'à la fin du XVe siècle.
1360 : les comtes de Valentinois établissent une cour de justice pour les trente-huit paroisses de la Valdaine (Elle sera transférée à Montélimar en 1449 et y devient une vi-sénéchaussée). Le 15 avril, par ordonnance rendue à Sauzet, Aymar le Gros, comte de Valentinois, et Hugues, son neveu (fils de Lambert Adhémar de Monteil), annoncent à leurs vassaux que désormais Savasse sera le siège de la cour suprême de justice. Elle aura juridiction sur trente-neuf communes de la Valdaine. Savasse accueille avocats, procureurs, greffiers et plaideurs. Sa population va atteindre 3 000 habitants environ[réf. nécessaire].
1374 (automne): avant sa mort, Aymard le Gros lègue ses domaines à son cousin Louis II de Poitiers. Cependant, il laisse à sa veuve, Alix Roger de Beaufort (dite la comtesse Major), Châteauneuf-de-Mazenc, Savasse, le péage de Leyne et Baix[réf. nécessaire].
1375 (22 janvier) : Alix la Major rend hommage à son frère Grégoire XI pour Châteauneuf-de-Mazenc (une des places-fortes les plus importantes de la Valdaine), Savasse et le péage de Leyne. Ce péage et les anses de Savasse (ances savassiæ) rapportaient un revenu annuel de 1 000 florins[réf. nécessaire].
1388 (décembre) : Louis II de Poitiers, comte de Valentinois, retire à Alix la Major ses fiefs de Savasse, Châteauneuf-de-Mazenc et le péage de Leyne pour les donner à son épouse Cécile Roger de Beaufort. Cela va déclencher une guerre privée entre lui, Raymond de Turenne (frère de Cécile) et Tristan, bâtard de Beaufort (frère d'Alix)[réf. nécessaire].
Finalement, en 1394, ce sont les troupes pontificales qui s'emparent du village et le détruisent.
1395 (seconde moitié du mois d'avril) : Raymond de Turenne envoie à Benoît XIII un mémoire, intitulé « Demandes que Moussen Raimon, vicomte de Turenne, fait à nostre Saint Père le pape et à son chambellan », sous la forme de 37 articles. Un de ceux-ci réclame la remise entre les mains de Cécile de Valentinois du péage de Leyne et du fief de Savasse. Il souligne que ces lieux ont été détruits lors des guerres sous Clément VII et demande qu'on lui amende les dommages qui lui ont été faits[réf. nécessaire].
1400 (8 juin) : Charles VI donne à Louis II de Bourbon, son oncle maternel, les fiefs de Savasse, Châteauneuf-de-Mazenc et le péage de Leyne.
1421 : une enquête destinée à estimer les ravages des guerres subies par la Valdaine explique : Les gens du pape Clément, avec lesquels estoient Louis II, misrent le siège devant la ville et chastel de Savasse, et se rendirent à eux les gens de Messire Raymond de Turenne qui dedans estoient. Et après les dits gens du pape firent abattre les murs d’environ icelle ville et plusieurs lieux et démolir le dit chastel qui estoit fort notable, la dite ville estoit grosse et notable et bien peuplée[réf. nécessaire].
1425 : le conseil de ville de Savasse tente de faire relever les fortifications. Le cahier de comptes conserve la commande passée à Gonet Alard qui avait été chargé de transporter les pierres de la carrière située au lieu-dit Cossié[réf. nécessaire].
1449 (21 mai[réf. nécessaire]) : le village de Savasse ayant été ravagé par les routiers, le dauphin Louis (futur roi Louis XI) signe (à Sauzet[réf. nécessaire]) des lettres patentes par lesquelles il exempte de tout impôt ou subside, pendant trente ans, ceux qui viendraient se fixer dans ce bourg.
1449 : la cour de justice de Savasse est déplacée à Montélimar (voir en 1360).
1530 : la seigneurie de Savasse passe à Alain de Monts, marié le 21 juin 1530 (calendrier julien) avec Clémence Rabot.
1541 : Alain de Monts en rend hommage au roi-dauphin le 12 septembre 1541 (julien), en la chambre des comptes de Grenoble. La seigneurie restera la propriété de la famille de Monts jusqu'à la révolution.
Pendant les guerres de Religion, les nobles s'enrichissent par le pillage et le peuple s'appauvrit. En réaction, les paysans commencent à s'assembler pour défendre leurs intérêts communs dès la fin de l'année 1577. En 1578, certaines assemblées locales ont lieu à Savasse. Fin 1579, les paysans forment des armées qui expulsent les troupes de soudards de la vallée du Rhône, avant que la répression nobiliaire et royale n'écrase le mouvement dans le sang l'année suivante.
Avant 1790, Savasse était une communauté de l'élection, subdélégation et sénéchaussée de Montélimar. Elle formait une paroisse du diocèse de Valence dont l'église était sous le vocable de Notre-Dame et dont les dîmes appartenaient au prieur de Saint-Marcel-de-Sauzet qui présentait à la cure.

#### Leyne
Dictionnaire topographique du département de la Drôme :
- 1355 : mention des château fort et du péage : fortalitium et pedagium Lenae (Duchesne, Comtes de Valentinois, 33).
- 1391 : mention du château : le chastel de Leyne (choix de docum., 214).
- 1419 : mention du château : castrum Lenae (Duchesne, Comtes de Valentinois, 29).
- 1421 : Laine (Duchesne, Comtes de Valentinois, 6).
- 1445 : mention du péage transféré à Montélimar : pedagia Lenae et Savassiae quae levantur in loco Montilii (Valbonnais, I, 89).
- XVIIe siècle : Lanie (Guy-Allard, Dict., II, 321).
- 1891 : Leyne, hameau et château.

Ancien château des comtes de Valentinois, où se levait, dès 1209, un péage par terre, dit Péage de Leyne et Anses de Savasse :
- Début XIVe siècle : le château est ruiné.
- 1446 : le château est albergé à Jean Pillard qui y établit un moulin.
- La perception du péage est transférée à Montélimar.
- XVIIe siècle : le péage est supprimé.

### De la Révolution à nos jours
En 1790, la commune est comprise dans le canton de Sauzet. La réorganisation de l'an VIII (1799-1800) la place dans le canton de Marsanne.

## Politique et administration

### Tendance politique et résultats

#### Récapitulatif de résultats électoraux récents
| Municipales 2014    |  | SE | 53,49 |           | SE        | 46,50     | Pas de 3e | Pas de 3e | Pas de 3e | Pas de 4e | Pas de 4e | Pas de 4e | Pas de 2e tour | Pas de 2e tour | Pas de 2e tour | Pas de 2e tour | Pas de 2e tour | Pas de 2e tour | Pas de 2e tour | Pas de 2e tour | Pas de 2e tour |
| Européennes 2014    |  | FN | 40,52 |           | UMP       | 13,94     |           | VEC       | 11,52     |           | MODEM     | 10,97     | Tour unique    | Tour unique    | Tour unique    | Tour unique    | Tour unique    | Tour unique    | Tour unique    | Tour unique    | Tour unique    |
| Régionales 2015     |  | FN | 44,11 |           | UD        | 24,24     |           | UG        | 18,01     |           | VEG       | 4,71      |                | FN             | 41,23          |                | UD             | 32,60          |                | UG             | 26,17          |
| Présidentielle 2017 |  | FN | 32,49 |           | LR        | 22,17     |           | EM        | 19,87     |           | LFI       | 11,20     |                | EM             | 50,88          |                | FN             | 49,12          | Pas de 3e      | Pas de 3e      | Pas de 3e      |
| Législatives 2017   |  | EM | 35,48 |           | FN        | 21,62     |           | UDI       | 17,99     |           | LFI       | 7,43      |                | EM             | 59,00          |                | FN             | 41,00          | Pas de 3e      | Pas de 3e      | Pas de 3e      |
| Européennes 2019    |  | RN | 34,54 |           | LREM      | 20,25     |           | EELV      | 16,17     |           | UDI       | 8,01      | Tour unique    | Tour unique    | Tour unique    | Tour unique    | Tour unique    | Tour unique    | Tour unique    | Tour unique    | Tour unique    |
| Municipales 2020    |  | SE | 100   | Pas de 2e | Pas de 2e | Pas de 2e | Pas de 3e | Pas de 3e | Pas de 3e | Pas de 4e | Pas de 4e | Pas de 4e | Pas de 2e tour | Pas de 2e tour | Pas de 2e tour | Pas de 2e tour | Pas de 2e tour | Pas de 2e tour | Pas de 2e tour | Pas de 2e tour | Pas de 2e tour |
| Présidentielle 2022 |  | RN | 31,60 |           | LREM      | 26,40     |           | LFI       | 10,81     |           | RES       | 10,60     |                | RN             | 55,86          |                | LREM           | 44,14          | Pas de 3e      | Pas de 3e      | Pas de 3e      |
| Législatives 2022   |  | RN | 29,84 |           | ENS       | 22,46     |           | NUP       | 15,57     |           | LR        | 15,57     |                | RN             | 67,00          |                | NUP            | 33,00          | Pas de 3e      | Pas de 3e      | Pas de 3e      |

### Liste des maires
| Période                                                                      | Période                        | Identité                                 | Étiquette | Qualité                                          |
| ---------------------------------------------------------------------------- | ------------------------------ | ---------------------------------------- | --------- | ------------------------------------------------ |
| Les données manquantes sont à compléter. : de la Révolution au Second Empire |                                |                                          |           |                                                  |
| 1790                                                                         | 1871                           | ?                                        |           |                                                  |
| Les données manquantes sont à compléter. : depuis la fin du Second Empire    |                                |                                          |           |                                                  |
| 1871                                                                         | 1874                           | ?                                        |           |                                                  |
| 1874                                                                         | 1878                           | ?                                        |           |                                                  |
| 1878                                                                         | 1884                           | ?                                        |           |                                                  |
| 1884                                                                         | 1888                           | ?                                        |           |                                                  |
| 1888                                                                         | 1892                           | ?                                        |           |                                                  |
| 1892                                                                         | 1896                           | ?                                        |           |                                                  |
| 1896                                                                         | 1900                           | ?                                        |           |                                                  |
| 1900                                                                         | 1904                           | ?                                        |           |                                                  |
| 1904                                                                         | 1908                           | Jean Joseph Alfred Guillon               |           | conseiller d'arrondissement (Canton de Marsanne) |
| 1908                                                                         | 1912                           | ?                                        |           |                                                  |
| 1912                                                                         | 1919                           | ?                                        |           |                                                  |
| 1919                                                                         | 1925                           | ?                                        |           |                                                  |
| 1925                                                                         | 1929                           | ?                                        |           |                                                  |
| 1929                                                                         | 1935                           | ?                                        |           |                                                  |
| 1935                                                                         | 1945                           | ?                                        |           |                                                  |
| 1945                                                                         | 1947                           | ?                                        |           |                                                  |
| 1947                                                                         | 1953                           | ?                                        |           |                                                  |
| 1953                                                                         | 1959                           | ?                                        |           |                                                  |
| 1959                                                                         | 1965                           | ?                                        |           |                                                  |
| 1965                                                                         | 1971                           | ?                                        |           |                                                  |
| 1971                                                                         | 1977                           | ?                                        |           |                                                  |
| 1977                                                                         | 1983                           | ?                                        |           |                                                  |
| 1983                                                                         | 1989                           | ?                                        |           |                                                  |
| 1989                                                                         | 1995                           | Monique Martineu                         |           |                                                  |
| 1995                                                                         | 2001                           | Monique Martineu                         |           | maire sortante                                   |
| 2001                                                                         | 2008                           | Monique Martineu                         |           | maire sortante                                   |
| 2008                                                                         | 2014                           | René Vecchiato                           | UDI-PR    |                                                  |
| 2014                                                                         | 2018                           | René Plunian                             | UDI       | retraité                                         |
| 2018 (élection ?)                                                            | 2020                           | Françoise Quenardel                      |           |                                                  |
| 2020                                                                         | En cours (au 10 décembre 2020) | Françoise Quenardel[source insuffisante] | DVD       | maire sortante                                   |

### Rattachements administratifs et électoraux
La commune fait partie du groupement de communes Montélimar-Agglomération dont la ville centrale est Montélimar.

### Finances locales
Finances locales de Savasse de 2000 à 2018.

## Population et société

### Démographie
L'évolution du nombre d'habitants est connue à travers les recensements de la population effectués dans la commune depuis 1793. Pour les communes de moins de 10 000 habitants, une enquête de recensement portant sur toute la population est réalisée tous les cinq ans, les populations de référence des années intermédiaires étant quant à elles estimées par interpolation ou extrapolation. Pour la commune, le premier recensement exhaustif entrant dans le cadre du nouveau dispositif a été réalisé en 2006.

En 2022, la commune comptait 1 630 habitants, en évolution de +12,72 % par rapport à 2016 (Drôme : +2,64 %, France hors Mayotte : +2,11 %).
| 1793 | 1800 | 1806  | 1821  | 1831  | 1836  | 1841  | 1846  | 1851  |
| ---- | ---- | ----- | ----- | ----- | ----- | ----- | ----- | ----- |
| 855  | 830  | 1 028 | 1 082 | 1 335 | 1 501 | 1 432 | 1 445 | 1 462 |

| 1856  | 1861  | 1866  | 1872  | 1876  | 1881  | 1886  | 1891  | 1896  |
| ----- | ----- | ----- | ----- | ----- | ----- | ----- | ----- | ----- |
| 1 394 | 1 375 | 1 481 | 1 365 | 1 436 | 1 319 | 1 231 | 1 221 | 1 233 |

| 1901  | 1906  | 1911  | 1921  | 1926 | 1931 | 1936 | 1946 | 1954 |
| ----- | ----- | ----- | ----- | ---- | ---- | ---- | ---- | ---- |
| 1 151 | 1 133 | 1 070 | 1 006 | 916  | 958  | 918  | 811  | 666  |

| 1962 | 1968 | 1975 | 1982  | 1990  | 1999  | 2006  | 2011  | 2016  |
| ---- | ---- | ---- | ----- | ----- | ----- | ----- | ----- | ----- |
| 678  | 793  | 829  | 1 050 | 1 089 | 1 093 | 1 217 | 1 311 | 1 446 |

| 2021  | 2022  | - | - | - | - | - | - | - |
| ----- | ----- | - | - | - | - | - | - | - |
| 1 583 | 1 630 | - | - | - | - | - | - | - |

### Services et équipements

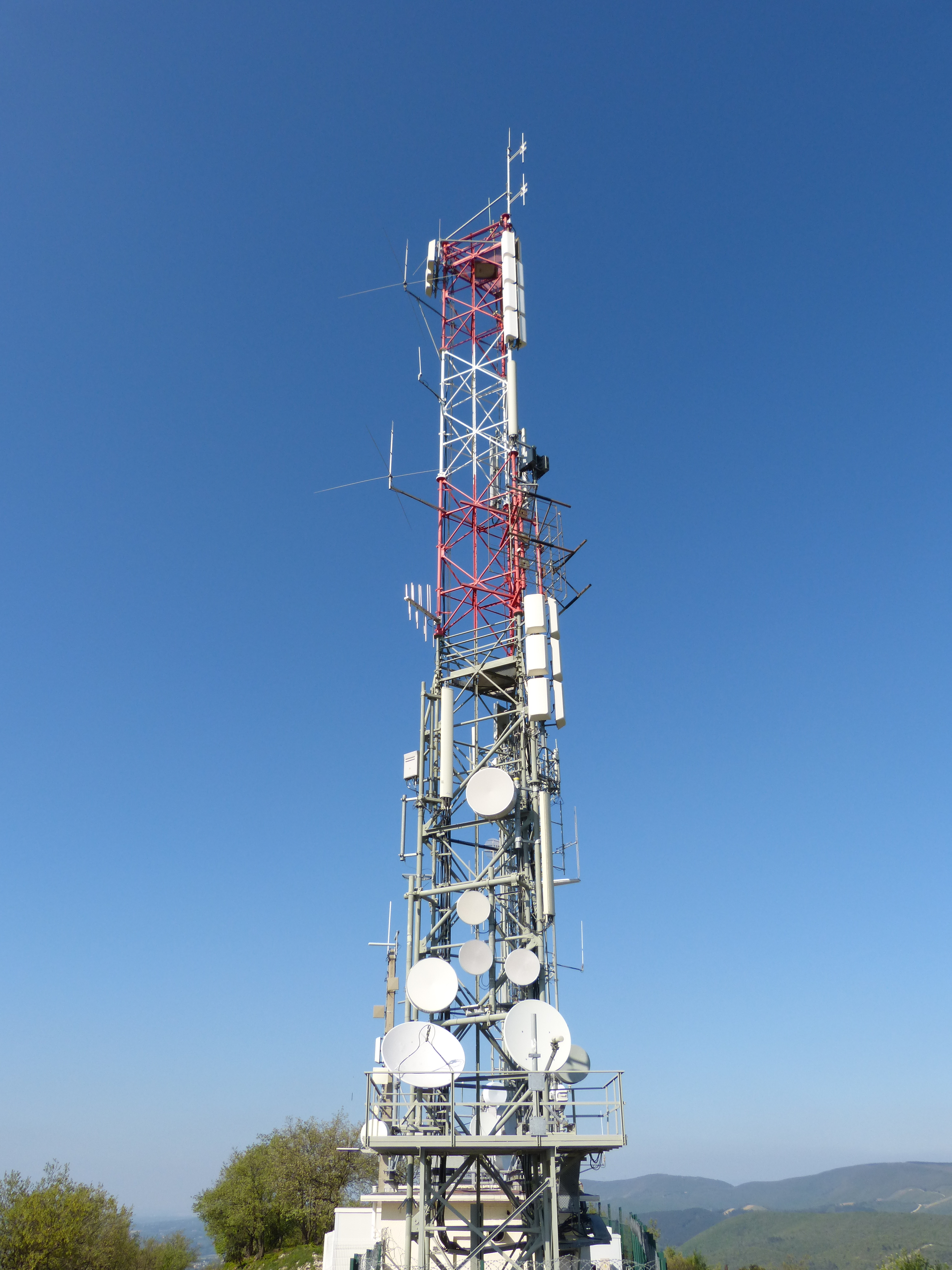
Antenne relais de télécommunications et de télévision sur le sommet de la colline de Savasse.

En son centre, sa colline, à son sommet (398 m), est perché un relais de télécommunications et de télévision.

### Enseignement
La commune de Savasse fait partie de l'Académie de Grenoble.

Les élèves débutent leur scolarité dans l'école primaire du village.

### Sports
Événements sportifs
Savasse a été ville étape du Tour cycliste féminin international de l'Ardèche 2019[réf. nécessaire].

### Médias
Le territoire de la commune se situe dans l'aire de diffusion de plusieurs médias :
- Presse écrite
  - Le Dauphiné libéré, quotidien régional qui consacre, chaque jour, y compris le dimanche, dans son édition de « Romans et Drôme des collines » un ou plusieurs articles à l'actualité du canton et de la commune, ainsi que des informations sur les éventuelles manifestations locales, les travaux routiers, et autres événements divers à caractère local.
  - L'Agriculture Drômoise, journal d'informations agricoles et rurales, couvre l'ensemble du département de la Drôme.
  - Drôme Hebdo (ancien Peuple Libre), hebdomadaire chrétien d'informations.
- Presse audio-visuelle
  - Ici Drôme Ardèche est une radio publique diffusée sur son territoire et sur la totalité du département.

## Économie

### Agriculture
En 1992 :
La commune de Savasse fait partie de la zone d'appellation de plusieurs produits agricoles, et notamment :
- Coteaux-de-montélimar, IGP ;
- Picodon AOC ;
- Pintadeau de la Drôme ;
- Comté-de-grignan.

## Culture locale et patrimoine

### Lieux et monuments

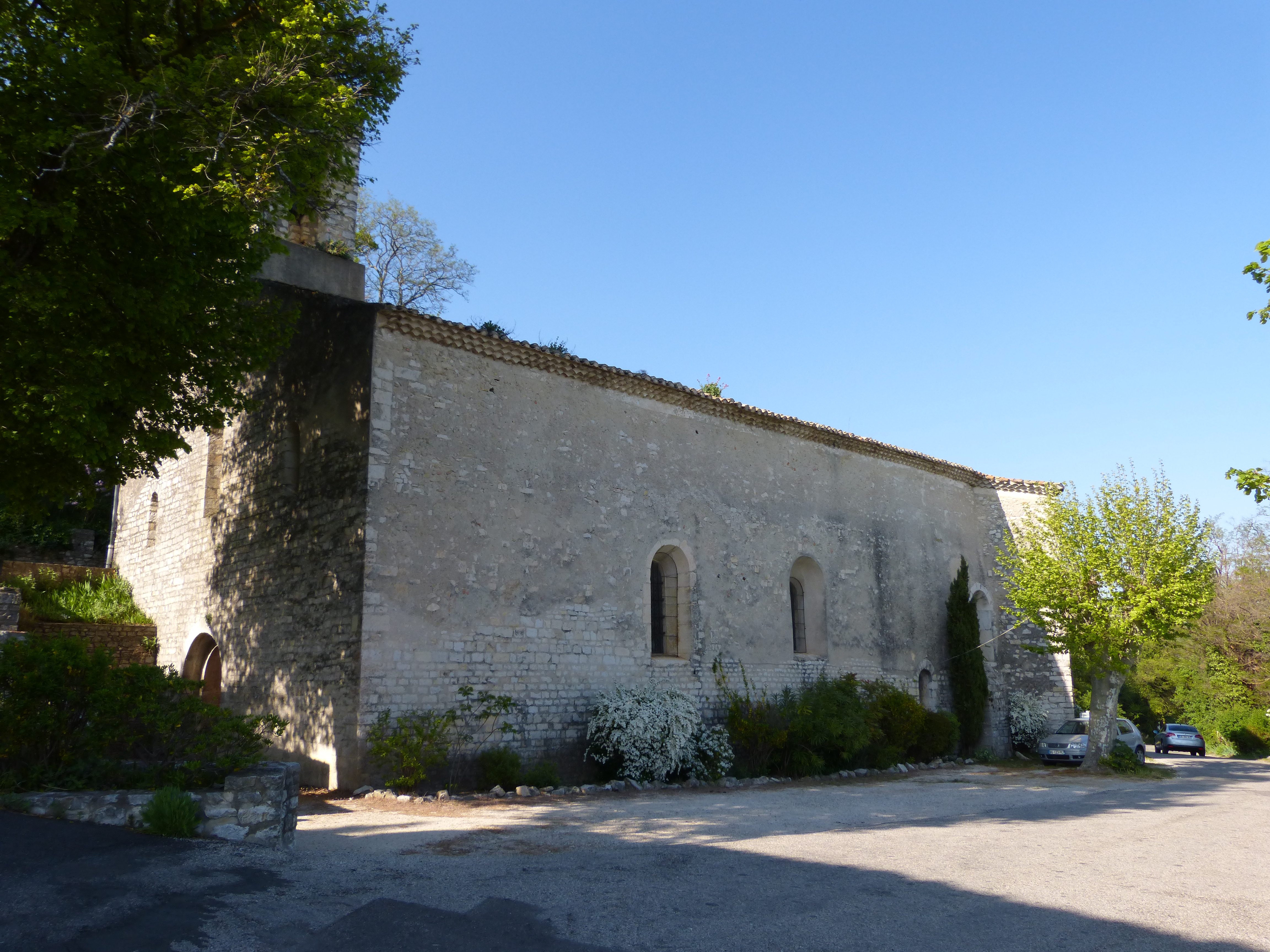
Église Notre-Dame-la-Blanche de Savasse.

- Château fort médiéval détruit à la fin des guerres de Religion[réf. nécessaire].
- Enceinte médiévale avec tours et porte au-dessus du village (abandonné au XIXe siècle et rénové au XXe siècle)[réf. nécessaire].
- Église Notre-Dame-la-Blanche de Savasse (XIIe siècle) : dépendance du prieuré clunisien de Saint-Marcel-lès-Sauzet. Le qualificatif de la Blanche était généralement donné à la statue d'une vierge sculptée dans du marbre blanc. Sur la façade, au-dessus du fenestron à la verticale du portail, le bas-relief en réemploi, dit pierre de Clovis, représente un chevalier casqué appuyant ses deux mains sur une épée posée à terre[réf. nécessaire].
- Église Notre-Dame-de-l'Assomption de Savasse.
- Château de Serre-de-Parc : château résidence du XVIIIe siècle[40].
- La Porte du soleil est une sculpture contemporaine élevée sur l'aire d'autoroute[41].

### Personnalités liées à la commune
- Jean d'Aulan (né en 1900 à Savasse, mort en 1944) : pilote et grand résistant.
- Lucas Studio (né en 1999) : youtubeur qui a grandi dans la commune, ancien membre et sponsor du Racing Club Savasson[42].
- Vanessa Duriès (1972-1993), écrivaine française, morte à Savasse.

### Héraldique, logotype et devise
|  | Savasse possède des armoiries dont l'origine et le blasonnement exact ne sont pas disponibles. |